# IBM Roadrunner

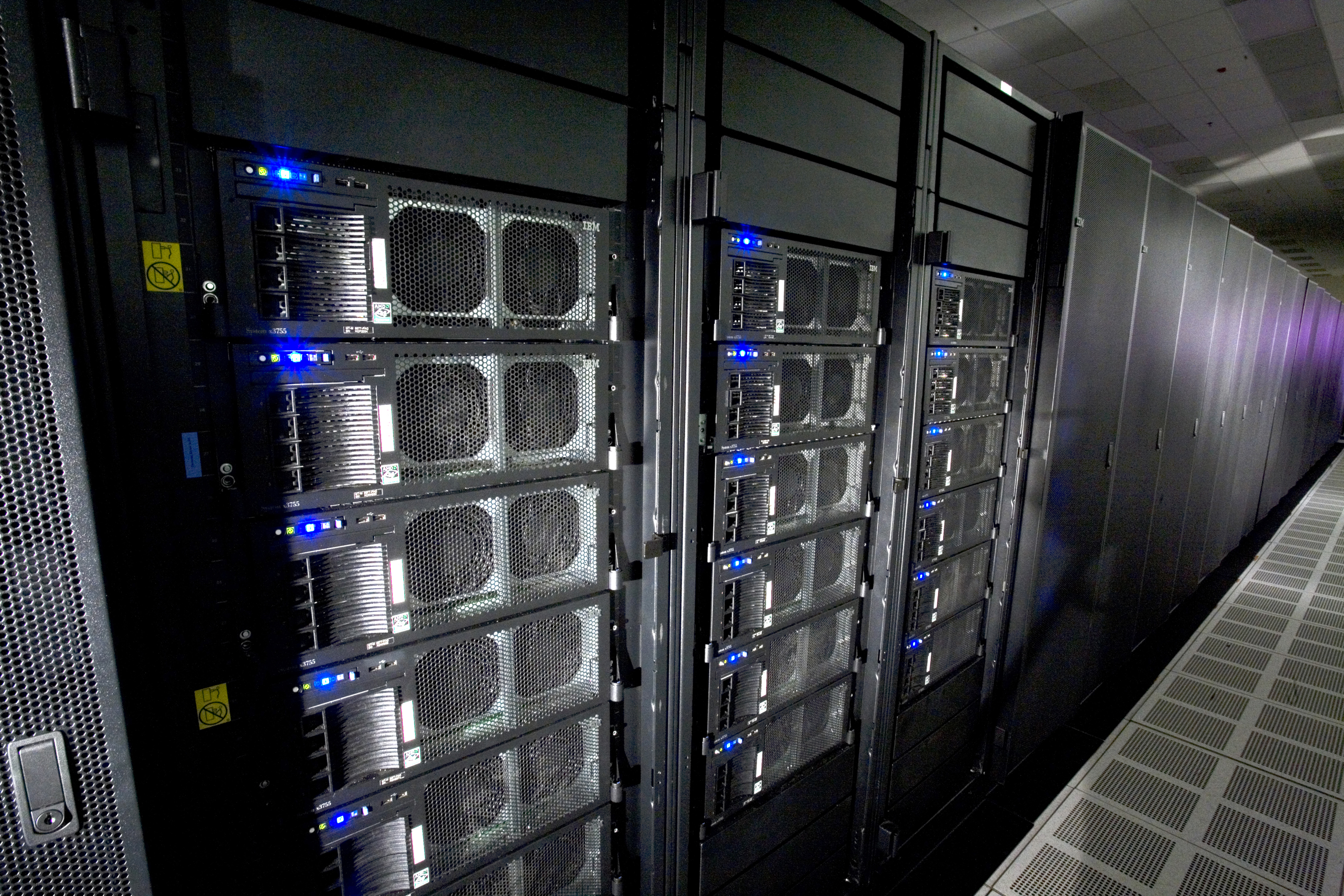
IBM Roadrunner

Roadrunner — суперкомпьютер в Лос-Аламосской национальной лаборатории в Нью-Мексико (США). Разработан в расчёте на пиковую производительность в 1,026 петафлопса (достигнута в июне 2008 года) и 1,105 петафлопса (ноябрь 2008 года). Был самым производительным суперкомпьютером в мире в 2009 году. IBM разработала этот компьютер для Министерства энергетики США по гибридной схеме из 6480 двухъядерных процессоров AMD Opteron и 12 960 процессоров IBM Cell 8i в специальных стойках TriBlade, соединённых с помощью Infiniband.
Roadrunner работает под управлением Red Hat Enterprise Linux совместно с Fedora и управляется по xCAT. Он занимает приблизительно 12 000 кв.футов (1100 м²) и весит 226 тонн. Энергопотребление — 3,9 МВт. Вступил в строй в июне 2008 года. С сентября 2009 года начал решать засекреченные задачи Стоимость IBM Roadrunner составила 133 миллиона долларов. Списан 31 марта 2013.. Его место занял суперкомпьютер Cielo, который меньше по габаритам, более эффективен в энергопотреблении и стоит 54 миллиона долларов.
Министерство энергетики США планирует использовать RoadRunner для расчёта старения ядерных материалов и анализа безопасности и надёжности ядерного арсенала США. Также планируется использование для научных, финансовых, транспортных и аэрокосмических расчётов.

## TriBlade
Логически, TriBlade состоит из четырёх ядер Opteron, четырёх PowerXCell 8i процессоров, и по 16 Гб ОЗУ на все процессоры Opteron и на все процессоры Cell.
Физически, TriBlade состоит из одной Opteron-платы LS21, платы расширения и двух Cell-плат QS22. LS21 содержит два двухъядерных Opteron с 16 Гб памяти на всех, по 4 Гб на ядро. Каждая QS22 содержит два процессора PowerXCell 8i и 8 Гб памяти, по 4 Гб на каждый процессор. Плата расширения соединяет QS22 через четыре разъёма PCIe x8 с LS21, по два разъёма на QS22. Также она обеспечивает подключение Infiniband 4x DDR. В результате, один TriBlade занимает четыре слота и три TriBlade помещаются в стойку BladeCenter H.

## Объединённый модуль
Объединённый модуль — это 60 BladeCenter H с установленными TriBlade, всего 180 TriBlade. Все TriBlade подсоединены к 288-портовому маршрутизатору Voltaire ISR2012 Infiniband. Каждый модуль также подсоединён к файловой системе Panasas через 12 машин System x3655.
Системная информация по модулю:
- 360 двухъядерных Opteron с 2,88 Тб ОЗУ
- 720 ядер PowerXCell с 2,88 Тб ОЗУ
- 12 System x3655 с двумя 10 Гбит-Ethernet каждый
- 288-портовый маршрутизатор Voltaire ISR2012 с 192 Infiniband 4x DDR (180 TriBlade и 12 узлов ввода-вывода)

## Кластер Roadrunner
Сам кластер собран из 18 объединённых модулей, соединённых через восемь дополнительных (второго уровня) маршрутизаторов ISR2012. Каждый модуль подсоединён через 12 каналов к каждому маршрутизатору, суммарно 96 соединений.
Суммарная информация:
- 6480 двухъядерных Opteron с 51,8 Тб ОЗУ (на 3240 LS21)
- 12 960 Cell процессоров с 51,8 Тб ОЗУ (на 6480 QS22)
- 216 узлов ввода-вывода System x3655
- 26 288-портовых маршрутизаторов ISR2012 Infiniband 4x DDR
- 296 корпусов